# Timandra puziloi
Timandra puziloi är en fjärilsart som beskrevs av Nicolas Grigorevich Erschoff 1870. Timandra puziloi ingår i släktet Timandra och familjen mätare. Inga underarter finns listade i Catalogue of Life.